# Metoda legăturii de valență

2 orbitali p formând o legătură π

Metoda legăturii de valență (MLV), sau metoda perechilor de electroni, sau metoda legăturilor localizate, este o metodă de aproximare a funcției de undă moleculare, care se folosește de combinarea liniară a orbitalilor moleculari. Se consideră că formarea legăturii chimice are loc prin suprapunerea orbitalilor atomici nedeformați și cuplarea spinului electronilor de la cei doi atomi, astfel încât densitatea norului electronic crește în spațiul dintre cele două nuclee. Această creștere determină legarea celor două nuclee. MLV este o variantă simplificată a unei alte metode de aproximație, numită și metoda stărilor de spin. Ea este o metodă simplă, intuitivă, care oferă posibilitatea interpretării a numeroase proprietăți ale moleculelor. Se pot reprezenta astfel legăturile chimice prin suprapunerea orbitalilor atomici. 
De exemplu, legătura simplă σ se poate obține prin suprapunerea simplă a celor doi orbitali atomici 1s a fiecărui atom de hidrogen. Dacă se suprapun 2 orbitali 2p2, suprapunerea nu se va produce în spațiul internuclear, ci lobii orbitalilor se vor suprapune într-un plan perpendicular pe cele două nuclee care se unesc. Funcția de undă se anulează în planul care cuprinde nucleele, plan care devine un plan nodal. Asemenea legătură se notează π (p-p) și se formează mereu între doi atomi care sunt deja uniți printr-o legătură σ (s-s, sau s-p). Ea prezintă, în general, legătura multiplă. Elementele perioadei a treia nu formează legături π stabile cu orbitalii p, deoarece, raza lor atomică  fiind mare, iar legătura σ fiind prea lungă, nu permit suprapunerea suficientă a orbitalilor atomici 3p pentru formarea legăturilor π (p-p) stabile. De aceea, la aceste elemente, legătura multiplă se formează cu orbitalii atomici d, care sunt mai extinși în spațiu. 
În MLV, formarea legăturii se explică prin cuplarea spinilor electronilor de la doi atomi. Când atomii nu posedă electroni necuplați, sau au prea puțini asemenea electroni în stare fundamentală, MLV presupune că, în momentul formării legăturii, atomul poate trece într-o stare excitată, în starea de valență, prin care acesta poate dobândi electroni necuplați. Aceasta presupune combinarea liniară a mai multor orbitali din stratul de valență al atomului, rezultând, în final, orbitali de egală energie (degenerați), ocupați cu câte un electron necuplat de spin paralel, sau cu perechi de electroni cuplați. Acești orbitali se numesc orbitali hibridizați (OH). (exemple: molecula de metan CH4, sau hexafluorura de sulf). Cu foarte puține excepții, legăturile σ ale carbonului se pot interpreta doar cu orbitali hibridizați. Orbitalul 2s hibridizează întotdeauna. Orbitalii p pot hibridiza parțial, rezultând OH tip sp, sp2 sau sp3. 